# ポリフッ化ビニル
ポリフッ化ビニル（ポリフッかビニル、英: Polyvinyl fluoride、略称PVF）は汎用フッ素樹脂の一種。

## 性質
–(CH2CHF)n–のようにフッ化ビニルを重合したもので、構造はポリ塩化ビニルに似る。熱可塑性を持ち、耐燃性・耐候性・染色性に優れる。蒸気透過性は低い。ケトン類・エステル類を除き耐薬品性がある。

## 用途
航空機の内装材や、太陽電池のバックシート、レインコート、ホワイトボードの表面材などとして幅広く利用される。コーティング用樹脂として、様々な色のフィルムや製剤として市販されている。加熱により変質するため、通常は射出成形されることは少なく、主にフィルムの形で利用される。

## 関連化合物
- フッ化ビニル
- ポリ塩化ビニル（PVC）
- ポリフッ化ビニリデン（PVDF）
- ポリテトラフルオロエチレン（テフロン、PTFE）